# Alejandra Forlán
Alejandra Forlán (Montevideo; 1974) es una psicóloga, conferencista y activista uruguaya. Hija de Pilar Corazo y Pablo Forlán, es hermana del futbolista Diego Forlán. Estudió psicología en la Universidad Católica de Uruguay y tiene un máster en consultoría y recursos humanos de la Universidad de las Islas Baleares, trabajaba con adolescentes. Obtuvo su diploma como la primera agente mujer de FIFA de Uruguay.
El 14 de septiembre de 1991, Alejandra Forlán y su novio Gonzalo volvían en auto de bailar en una madrugada de lluvia. El joven chocó y falleció en el instante; ninguno de los dos tenía el cinturón de seguridad puesto. Tras el impacto ella se dio cuenta de que no podía mover su cuerpo, tenía 17 años. Luego de meses en rehabilitación sufriendo lesiones que le produjeron secuelas irreversibles quedó parapléjica, pero logró salir adelante.
En 24 de marzo de 2009 creó la Fundación Alejandra Forlán, una organización sin fines de lucro con sede en Montevideo, que tiene como objetivo principal promover e igualar los derechos de las personas con capacidades diferentes, trabajar en la prevención de accidentes de tránsito y crear instancias de apoyo para personas con limitaciones. 
Desde 2010 al 1 de marzo de 2015, fue vicepresidenta de la Unidad Nacional de Seguridad Vial (Unasev) de Uruguay.

## Premios
- 2011, Premio Día Internacional de la Mujer por su contribución y aporte a la sociedad, por la Junta Departamental de Montevideo.[8]
- 2013, Premio Mujer del Año, por voluntariado social.[9]